# Список глав правительства Гренады
Список глав правительства Гренады включает в себя руководителей правительства Гренады со времени создания в стране в 1960 году кабинета, ответственного перед существовавшим в тот период Законодательным советом. В настоящее время правительство возглавляет премьер-министр Гренады (англ. Prime Minister of Grenada), чьё положение в системе государственной власти определяет конституция, принятая 19 декабря 1973 года и вступившая в силу 7 февраля 1974 года. Глава правительства является лидером партии, имеющей большинство в Палате представителей (англ. House of Representatives) двухпалатного парламента. Палата состоит из 15 депутатов, избираемых на срок 5 лет прямыми выборами по одномандатным округам; этим электоральным периодом определяется срок полномочий правительства, ограничений для повторного формирования кабинета при сохранении парламентского большинства не установлено.
Первоначально во главе правительства стоял руководитель государственных дел, позже — главный министр (), с приобретением Гренадой статуса ассоциированного государства в 1967 году главой кабинета стал премьер Гренады (), а с провозглашением независимости в 1974 году — премьер-министр. Кроме того, в период с 1979 по 1984 годы формировались различные революционные (), военно-революционные () и переходные () органы управления государством.
Применённая в первом столбце таблиц нумерация является условной. Также условным является использование в первых столбцах цветовой заливки, служащей для упрощения восприятия принадлежности лиц к различным политическим силам без необходимости обращения к столбцу, отражающему партийную принадлежность. В столбце «Выборы» отражены состоявшиеся выборные процедуры, сформировавшие состав парламента, поддерживающий главу правительства.

## Диаграмма пребывания в должности
Период: 1 — колония; 2 — ассоциация; 3 — независимость; 4 — революция

## Главы кабинета (колония, 1950—1959)

Флаг (1903—1967)

Руководитель государственных дел (англ. Leader of Government Business), с 1957 года — Главный министр Гренады (англ. Chief Minister of Grenada) — в коронной колонии Великобритании Гренада — глава правительственного кабинета, имеющего исполнительные полномочия, значительно ограниченные полномочиями лондонского правительства Её Величества, следующими из конституционного обычая.
Пост появился в 1951 году, с созданием при администраторе владения правительственного кабинета, интегрированного в систему управления федеративных Британских Наветренных островов, куда владение входило до их роспуска 31 декабря 1959 года, и Федерации Вест-Индии, куда оно входило с 3 января 1958 года по 31 мая 1962 года.. После состоявшихся 24 сентября 1957 года парламентских выборов кабинет возглавил главный министр. Пост приобрёл значение главы ответственного правительства 1 января 1960 года, сделав таковым лидера партии большинства в Законодательном совете (англ. Legislative Council). После роспуска 19 июня 1962 года Законодательного совета администратор самостоятельно управлял колонией вплоть до формирования 21 сентября 1962 года правительства победившей на выборах 1962 года партией.
|                                                                                  | Портрет | Имя (годы жизни)                                                         | Полномочия       | Полномочия      | Партия                                    | Выборы | Должность                                                            | Пр.                |
| Начало                                                                           | Портрет | Имя (годы жизни)                                                         | Окончание        |                 | Партия                                    | Выборы | Должность                                                            | Пр.                |
| -------------------------------------------------------------------------------- | ------- | ------------------------------------------------------------------------ | ---------------- | --------------- | ----------------------------------------- | ------ | -------------------------------------------------------------------- | ------------------ |
| 1 (I—II)                                                                         |         | Эрик Мэттью Гейри (1922—1997) англ. Eric Matthew Gairy                   | 1951             | 1954            | Объединённая лейбористская партия Гренады | 1951   | руководитель государственных дел англ. Leader of Government Business | [ 8 ] [ 9 ] [ 10 ] |
| 1 (I—II)                                                                         | 1955    | Эрик Мэттью Гейри (1922—1997) англ. Eric Matthew Gairy                   | сентябрь 1957    | 1954            | Объединённая лейбористская партия Гренады |        | руководитель государственных дел англ. Leader of Government Business | [ 8 ] [ 9 ] [ 10 ] |
| 2 (I)                                                                            |         | Герберт Огастус Блейз (1918—1989) англ. Herbert Augustus Blaize          | сентябрь 1957    | 1958            | Гренадская национальная партия            | 1957   | главный министр англ. Chief Minister                                 | [ 11 ] [ 12 ]      |
| 1 (III)                                                                          |         | Эрик Мэттью Гейри (1922—1997) англ. Eric Matthew Gairy                   | 1958             | 1 января 1960   | Объединённая лейбористская партия Гренады | 1951   | главный министр англ. Chief Minister                                 | [ 8 ] [ 9 ] [ 10 ] |
| 2 (II)                                                                           |         | Герберт Огастус Блейз (1918—1989) англ. Herbert Augustus Blaize          | 1 января 1960    | 29 марта 1961   | Гренадская национальная партия            | 1951   | главный министр англ. Chief Minister                                 | [ 11 ] [ 12 ]      |
| 3                                                                                |         | Джордж Эллиот Данбар Клайн (1920—1984) англ. George Elliott Dunbar Clyne | 29 марта 1961    | 16 августа 1961 | Объединённая лейбористская партия Гренады | 1961   | главный министр англ. Chief Minister                                 | [ 13 ]             |
| 1 (IV)                                                                           |         | Эрик Мэттью Гейри (1922—1997) англ. Eric Matthew Gairy                   | 16 августа 1961  | 19 июня 1962    | Объединённая лейбористская партия Гренады | 1961   | главный министр англ. Chief Minister                                 | [ 8 ] [ 9 ] [ 10 ] |
| Управление осуществляет администратор колонии с 19 июня по 21 сентября 1962 года |         |                                                                          |                  |                 |                                           |        |                                                                      |                    |
| 2 (III)                                                                          |         | Герберт Огастус Блейз (1918—1989) англ. Herbert Augustus Blaize          | 21 сентября 1962 | 3 марта 1967    | Гренадская национальная партия            | 1962   | главный министр англ. Chief Minister                                 | [ 11 ] [ 12 ]      |

## Премьеры (1967—1974)

Флаг (1967—1974)

Премье́р Грена́ды (англ. Premier of Grenada) являлся постом главы правительства Гренады после получения ею статуса ассоциированного с Великобританией государства. После распада Вест-Индской Федерации в 1962 году была разработана концепция «ассоциированной государственности», реализованная Законом Об ассоциированной государственности 1967 года, предоставившим стране с 3 марта 1967 года полную автономию в отношении её внутренних дел, изменившим структуру и полномочия правительства и установившим самостоятельный пост губернатора Сент-Винсента (англ. Governors of Saint Vincent).
Организация Объединённых Наций не смогла вынести решение, был ли при этом достигнут суверенитет по смыслу Устава ООН и резолюций Генеральной Ассамблеи ООН.
|          | Портрет | Имя (годы жизни)                                                | Полномочия      | Полномочия      | Партия                                    | Выборы      | Пр.                |
| Начало   | Портрет | Имя (годы жизни)                                                | Окончание       |                 | Партия                                    | Выборы      | Пр.                |
| -------- | ------- | --------------------------------------------------------------- | --------------- | --------------- | ----------------------------------------- | ----------- | ------------------ |
| 2 (III)  |         | Герберт Огастус Блейз (1918—1989) англ. Herbert Augustus Blaize | 3 марта 1967    | 25 августа 1967 | Гренадская национальная партия            | [ комм. 4 ] | [ 11 ] [ 12 ]      |
| 1 (V—VI) |         | Эрик Мэттью Гейри (1922—1997) англ. Eric Matthew Gairy          | 25 августа 1967 | 6 февраля 1974  | Объединённая лейбористская партия Гренады | 1967        | [ 8 ] [ 9 ] [ 10 ] |
| 1 (V—VI) | 1972    | Эрик Мэттью Гейри (1922—1997) англ. Eric Matthew Gairy          | 25 августа 1967 | 6 февраля 1974  | Объединённая лейбористская партия Гренады |             | [ 8 ] [ 9 ] [ 10 ] |

## Королевство (с 1974)

Флаг (с 1974)

Премье́р-мини́стр Грена́ды (англ. Prime Minister of Grenada) является главой правительства после обретения Гренадой независимости и вступления в силу 6 февраля 1974 года конституции страны, когда она стала одним из королевств Содружества. В структуре монархии Гренады премьер-министр обладает исполнительными полномочиями власти монарха, который по всем вопросам гренадского государства советуется исключительно с министрами правительства Гренады. Представляющий монарха генерал-губернатор назначается по совету премьер-министра; назначение премьер-министром лица, имеющего наилучшие шансы получить парламентскую поддержку, является прерогативой самого генерал-губернатора, а не представляемого им монарха. Титул первой правящей королевы Гренады Елизаветы II Елизавета Вторая, Милостью Божьей, Королева Соединённого Королевства Великобритании и Северной Ирландии, Гренады и других её королевств и территорий, Глава Содружества (англ. Elizabeth the Second, by the Grace of God, Queen of the United Kingdom of Great Britain and Northern Ireland and of Grenada and Her other Realms and Territories, Head of the Commonwealth) использовался, как правило, когда к ней обращались как к таковой, если монарх находится в Гренаде или выполняет обязанности от имени Гренады за её границами (после вступления на престол Карла III неименная основа титула была сохранена).
|            | Портрет | Имя (годы жизни)                                           | Полномочия     | Полномочия    | Партия                                    | Выборы      | Пр.                |
| Начало     | Портрет | Имя (годы жизни)                                           | Окончание      |               | Партия                                    | Выборы      | Пр.                |
| ---------- | ------- | ---------------------------------------------------------- | -------------- | ------------- | ----------------------------------------- | ----------- | ------------------ |
| 1 (VI—VII) |         | Сэр Эрик Мэттью Гейри (1922—1997) англ. Eric Matthew Gairy | 6 февраля 1974 | 13 марта 1979 | Объединённая лейбористская партия Гренады | [ комм. 9 ] | [ 8 ] [ 9 ] [ 10 ] |
| 1 (VI—VII) | 1976    | Сэр Эрик Мэттью Гейри (1922—1997) англ. Eric Matthew Gairy | 6 февраля 1974 | 13 марта 1979 | Объединённая лейбористская партия Гренады |             | [ 8 ] [ 9 ] [ 10 ] |

### Народное революционное правительство (1979—1983)
Связанный с именем Эрика Гейри гренадский политический феномен авторитарного сочетания левого популизма с ультраправым национализмом, получивший название «гейризм», и его многолетнее нахождение у власти, породили активную оппозицию. Правительство Гейри было свергнуто активистами леворадикального Нового движения ДЖУЭЛ, боевая часть которых, объединённая в отряды народно-революционной армии, заняли 13—14 марта 1979 года радиостанцию, армейские казармы и другие ключевые объекты во время поездки премьер-министра в США. После этого лидер движения Морис Бишоп по радио объявил о создании Народно-революционного правительства, назначенного Центральным комитетом установившей контроль над островом партии.
12—13 октября 1983 года на фоне раскола в Центральном комитете Бишоп и его ближайшие сторонники были отстранены от руководства партией и правительством и помещены под домашний арест лидерами марксистско-ленинской Организации революционного образования и освобождения, — радикальной фракции, возглавляемой заместителем премьер-министра Уинстоном Кордом и командующим народно-революционной армией генералом Хадсоном Остином. Сторонники Бишопа, устраивавшие по всему острову массовые демонстрации, 19 октября 1983 года освободили арестованных и заняли армейский штаб в Форт-Руперте, захватив оружие. Принятое на заседании ЦК группой Корда-Остина решение о силовом подавлении выступления привело в тот же день к взятию Форт-Руперта штурмом и расстрелу Бишопа и ещё семерых активистов. В 1986 году группа политиков и военных (Гренада 17) была осуждена за убийство Бишопа и его сподвижников и приговорена к смертной казни (в 1991 году заменённой пожизненным заключением), в 2000—2009 годах последовала череда их досрочных освобождений.
Курсивом на сером фоне показаны даты начала и окончания полномочий лица, замещающего премьер-министра Народного революционного правительства в период его ареста.
|        | Портрет | Имя (годы жизни)                                           | Полномочия      | Полномочия      | Партия                                                                                | Должность | Пр.                  |
| Начало | Портрет | Имя (годы жизни)                                           | Окончание       |                 | Партия                                                                                | Должность | Пр.                  |
| ------ | ------- | ---------------------------------------------------------- | --------------- | --------------- | ------------------------------------------------------------------------------------- | --- | -------------------- |
| 4      |         | Морис Руперт Бишоп (1944—1983) англ. Maurice Rupert Bishop | 13 марта 1979   | 19 октября 1983 | Новое движение ДЖУЭЛ                                                                  | премьер-министр Народно-революционного правительства Гренады англ. Prime Ministers of the People's Revolutionary Government of Grenada                     | [ 19 ] [ 20 ] [ 21 ] |
| и. о.  |         | Уинстон Бернард Корд (1944—) англ. Winston Bernard Coard   | 14 октября 1983 | 19 октября 1983 | Организация революционного образования и освобождения — фракция Нового движения ДЖУЭЛ | заместитель премьер-министра Народно-революционного правительства Гренады англ. Deputy Prime Ministers of the People's Revolutionary Government of Grenada | [ 18 ] [ 22 ]        |

### Революционный военный совет (1983)
После расстрела 19 октября 1983 года Мориса Бишопа был образован Революционный военный совет Гренады (англ. The Revolutionary Military Council of Grenada) во главе с командующим Народно-революционной армией генералом Хадсоном Остином. Революционный военный совет был отстранён от власти, а его члены арестованы в ходе начавшейся 25 октября 1983 года интервенции США.
|        | Портрет | Имя (годы жизни)                                     | Полномочия      | Полномочия      | Партия                                                                                | Должность | Пр.    |
| Начало | Портрет | Имя (годы жизни)                                     | Окончание       |                 | Партия                                                                                | Должность | Пр.    |
| ------ | ------- | ---------------------------------------------------- | --------------- | --------------- | ------------------------------------------------------------------------------------- | --- | ------ |
| 5      |         | генерал Хадсон Остин (1938—2022) англ. Hudson Austin | 19 октября 1983 | 25 октября 1983 | Организация революционного образования и освобождения — фракция Нового движения ДЖУЭЛ | глава Революционного военного совета Гренады англ. Chairman of the Revolutionary Military Council of Grenada | [ 25 ] |

### Временный консультативный совет (1983—1984)
После успешной интервенции США в стране был установлен оккупационный режим, возглавляемый американским командующим операцией вице-адмиралом Джозефом Меткалфом. Вывод контингента состоялся 9 декабря 1983 года, после чего генерал-губернатор Пол Скун сформировал Временный консультативный совет (англ. The Interim Advisory Council), призванный осуществлять управление страной до проведения демократических выборов.
|        | Портрет | Имя (годы жизни)                                                           | Полномочия     | Полномочия     | Партия                               | Должность                                                                                      | Пр.           |
| Начало | Портрет | Имя (годы жизни)                                                           | Окончание      |                | Партия                               | Должность                                                                                      | Пр.           |
| ------ | ------- | -------------------------------------------------------------------------- | -------------- | -------------- | ------------------------------------ | ---------------------------------------------------------------------------------------------- | ------------- |
| 6 (I)  |         | Николас Александр Брэтуэйт (1925—2016) англ. Nicholas Alexander Brathwaite | 9 декабря 1983 | 4 декабря 1984 | Национально-демократический конгресс | председатель Временного консультативного совета англ. Chairman of the Interim Advisory Council | [ 26 ] [ 27 ] |

### Премьер-министры (с 1984)
Состоявшиеся 3 декабря 1984 года выборы позволили вернуть политическую жизнь Гренады к конституционному порядку, по существу установив двухпартийную систему, когда все или почти все выборные места в парламенте занимаются депутатами, представляющими Новую национальную партию и Национально-демократический конгресс, попеременно получающих большинство голосов и формирующих правительство, что обычно для вест-индских парламентских демократий.
|           | Портрет | Имя (годы жизни)                                                           | Полномочия      | Полномочия      | Партия                               | Выборы | Пр.           |
| Начало    | Портрет | Имя (годы жизни)                                                           | Окончание       |                 | Партия                               | Выборы | Пр.           |
| --------- | ------- | -------------------------------------------------------------------------- | --------------- | --------------- | ------------------------------------ | ------ | ------------- |
| 2 (IV)    |         | Герберт Огастус Блейз (1918—1989) англ. Herbert Augustus Blaize            | 4 декабря 1984  | 19 декабря 1989 | Новая национальная партия            | 1984   | [ 11 ] [ 12 ] |
| 7         |         | Бен Джозеф Джонс (1924—2005) англ. Ben Joseph Jones                        | 20 декабря 1989 | 16 марта 1990   | Новая национальная партия            | 1984   | [ 29 ]        |
| 6 (II)    |         | Николас Александр Брэтуэйт (1925—2016) англ. Nicholas Alexander Brathwaite | 16 марта 1990   | 1 февраля 1995  | Национально-демократический конгресс | 1990   | [ 26 ] [ 27 ] |
| 8         |         | Джордж Игнатиус Бризан (1942—2012) англ. George Ignatius Brizan            | 1 февраля 1995  | 22 июня 1995    | Национально-демократический конгресс | 1990   | [ 30 ] [ 31 ] |
| 9 (I—III) |         | Кит Клодиус Митчелл (1946—) англ. Keith Claudius Mitchell                  | 22 июня 1995    | 9 июля 2008     | Новая национальная партия            | 1995   | [ 32 ]        |
| 9 (I—III) | 1999    | Кит Клодиус Митчелл (1946—) англ. Keith Claudius Mitchell                  | 22 июня 1995    | 9 июля 2008     | Новая национальная партия            |        | [ 32 ]        |
| 9 (I—III) | 2003    | Кит Клодиус Митчелл (1946—) англ. Keith Claudius Mitchell                  | 22 июня 1995    | 9 июля 2008     | Новая национальная партия            |        | [ 32 ]        |
| 10        |         | Тиллман Джозеф Томас (1945—) англ. Tillman Joseph Thomas                   | 9 июля 2008     | 20 февраля 2013 | Национально-демократический конгресс | 2008   | [ 33 ]        |
| 9 (IV—V)  |         | Кит Клодиус Митчелл (1946—) англ. Keith Claudius Mitchell                  | 20 февраля 2013 | 24 июня 2022    | Новая национальная партия            | 2013   | [ 32 ]        |
| 9 (IV—V)  | 2018    | Кит Клодиус Митчелл (1946—) англ. Keith Claudius Mitchell                  | 20 февраля 2013 | 24 июня 2022    | Новая национальная партия            |        | [ 32 ]        |
| 11        |         | Дикон Амисс Томас Митчелл (1978—) англ. Dickon Amiss Thomas Mitchell       | 24 июня 2022    | действующий     | Национально-демократический конгресс | 2022   | [ 34 ] [ 35 ] |